# Лесные пожары в Сибири (2019)

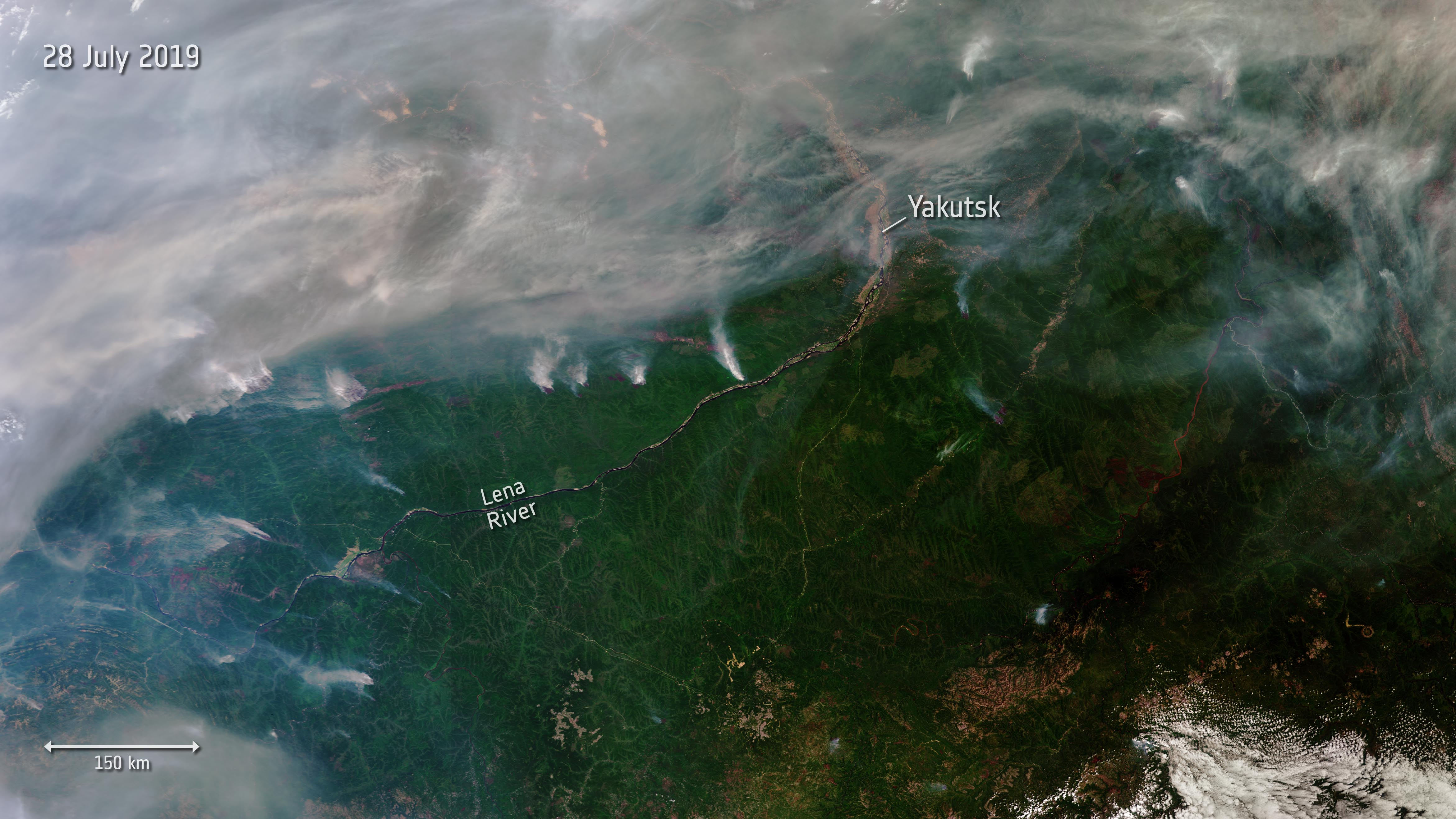
Площадь лесных пожаров в 2019 году достигла рекордной величины 5 000 000 гектаров

Лесные пожары в Сибири в 2019 году — масштабные лесные пожары, произошедшие на территории российской Сибири с июня по сентябрь 2019 года. Возгорания были сконцентрированы в Якутии, Красноярском крае, Иркутской области, Бурятии. Площадь возгораний и их количество превысили среднегодовые значения примерно в полтора раза. Они стали одними из наиболее масштабных за последние 20 лет, к середине августа охваченная огнём площадь превышала 5 миллионов гектаров. Пожары вызвали задымление над крупными городами Сибири, Урала и Казахстана.
Сибирские пожары в 2019 году вызвали широкий общественный резонанс, в том числе среди пользователей социальных сетей. В результате на государственном уровне начался процесс пересмотра законодательства об охране лесов и тушении лесных пожаров.

## Причины
В июне 2019 года среднемесячные температуры в Красноярском крае, северных районах Иркутской области и Бурятии значительно превышали норму из-за длительного господства антициклонов. Температурные аномалии варьировались от 2,5 до 4 градусов (по другим данным — почти на десять градусов выше среднего показателя за 1981—2010 годы). В отдельных регионах уровень осадков был ниже нормы, наблюдались сильные ветра. Эти факторы повысили риск возникновения и распространения пожаров.
Чиновники, эксперты и представители МЧС называли разные причины лесных пожаров 2019 года: сухие грозы и неосторожное обращение с огнём местными жителями, о чём свидетельствовало большое количество очагов возгорания вблизи дорог и населённых пунктов. Кроме того, проверки Генеральной прокуратуры в августе 2019 года выявили преднамеренные поджоги с целью скрытия следов массовой незаконной вырубки леса. Хотя временно исполняющий обязанности главы Рослесхоза Михаил Клинов не относил эту причину к числу основных. Он считал, что скрыть незаконную вырубку с помощью поджога практически невозможно, а многие очаги возгорания находились в регионах, далёких от участков заготовки леса и инфраструктуры. Труднодоступное расположение пожаров стало одним из факторов их быстрого распространения. Поправки регионального законодательства 2014—2015 годов позволяли властям отказываться от тушения, если прогнозируемый ущерб не превышает затраты. Ряд чиновников и специалистов указывал на сокращение штата лесной охраны России с 70 до 12 тысяч человек и упадок отрасли после реформ 2006 года.

## Хронология
Первые лесные пожары в Сибири в 2019 году начались в конце марта и распространялись в основном в Забайкалье, главной причиной их возникновения стали весенние палы травы. Всего с марта по вторую половину мая на территории Иркутской области зарегистрировали 350 лесных пожаров общей площадью 91,53 тысячи гектаров, что в 14 раз превышало показатели за аналогичный период 2018 года. К концу мая 2019-го в области единовременно горело более 3 тысяч гектаров леса, что составляло большинство возгораний в федеральном округе. К середине июня — около 5 тысяч гектаров. В этот же период увеличилось количество очагов возгорания в Красноярском крае и Бурятии. В Якутии по состоянию на начало июля было зафиксировано 105 очагов возгорания, выгореть к тому моменту успело 378 тысяч гектаров леса. Большинство этих пожаров проходило вдали от населённых пунктов.
К началу июля площадь лесных пожаров в Иркутской области и Красноярском крае превысила 80 тысяч гектаров. В первую декаду июля в Красноярском крае, а также в четырёх районах Иркутской области (Жигаловский, Усть-Илимский, Казачинско-Ленский и Мамско-Чуйский) ввели режим чрезвычайной ситуации. К 10 июля режим ЧС ввели также в Чунском, Киренском и Нижнеилимском районах, а 12 июля — во всей области. В Красноярском крае большинство пожаров происходило в северных районах — Кежемском, Эвенкийском, Северо-Енисейском. Возгорания подступали близко к населённым пунктам, куда доходило задымление. Так, пожар близ села Чунояр остановили только в полутора километрах от жилых построек. 1 августа режим ЧС ввели в Якутии. С 2 по 7 августа из-за пожароопасной ситуации в Красноярском крае был закрыт для посещения заповедник «Столбы», погорели Забайкальский национальный парк, Баргузинский и Джергинский заповедники.
Из-за преобладания восточного ветра к середине июля дым от лесных пожаров стал распространяться на запад, достигая крупных городов Сибири. К 13 июля задымление, превышающее норму в 1,6 раза, отмечали в Красноярске. 21 июля дым распространился до Новосибирска, а затем — Алтайского края, Томской, Омской и Тюменской областей. Через четыре дня он достиг Екатеринбурга и восточных районов Татарстана. К 28 июля задымление от сибирских пожаров наблюдалось в ряде областей Казахстана. К концу месяца общая площадь пожаров превысила два миллиона гектаров, более 90 % которых не тушили, и в начале августа она приблизилась к трём. В этот период в ряде регионов Сибири ввели режим чёрного неба, некоторые аэропорты на севере Иркутской области (к примеру, в Киренске, Маме и Бодайбо) приостановили работу из-за смога. По данным NASA, дым сибирских пожаров достиг Аляски, где задымление даже затрудняло работу метеорологов. Предположительно, дым российских пожаров, смешавшись со смогом локальных возгораний, достиг западного побережья Канады. В середине августа учёные прогнозировали распространение задымления из Сибири в Гренландию, но этого не произошло. Тем не менее научный руководитель Гидрометцентра Роман Вильфанд сообщал, что масштабные лесные пожары в Сибири ускорили таяние льдов в Арктике, где начало таять 90 % гренландского ледяного щита.
Значительная часть пожаров распространялась вдали от населённых пунктов и баз авиации МЧС, поэтому пожароохранные меры были малоэффективны. Площадь возгораний продолжала возрастать. После распоряжения президента России Владимира Путина от 1 августа к тушению привлекли военнослужащих Министерства обороны России. Оперативную группировку возглавил замминистра обороны Дмитрий Булгаков, в распоряжение которого перевели военные самолёты Ил-76 и вертолёты Ми-8. Некоторые из них передислоцировали из других регионов (в том числе из европейской части России). Предложения о содействии в тушении пожаров поступали от президента США Дональда Трампа, а также премьер-министра Италии Джузеппе Конте.
В первой декаде августа специалисты фиксировали уменьшение площади лесных пожаров. Несмотря на это, по состоянию на 5 августа Greenpeace отмечал рекордные с 2001 года площадь горения (4 миллиона га), площадь сгоревших лесов (более 13 миллионов га) и количество выброшенного в атмосферу углекислого газа (166 миллионов тонн). В последующие дни площадь возгораний снова возросла и к 13 августа превысила 5 миллионов гектаров. Бо́льшая часть охваченной огнём территории приходилась на Якутию (1,9 миллиона га). С 13 августа началось постепенное сокращение площади пожаров. На тот момент к тушению было привлечено 3,9 тысячи человек, которые смогли охватить около 266 тысяч поражённых гектаров на всю Россию (большинство приходилось на регионы Сибири). Пожары вдали от населённых пунктов и авиационных баз было решено не тушить, так как затраты могли превысить ущерб. После 20 августа распространение возгораний сократилось. Их общая площадь не превышала 1,5 миллиона гектаров, чему в основном способствовали прошедшие в ряде регионов дожди. К 23 августа в Сибири было зафиксировано 173 очага возгорания, режим чрезвычайной ситуации в Иркутской области и Якутии отменили. В начале сентября основная часть пожаров сосредоточилась на территории Красноярского края, где горело 187 тысяч гектаров леса. Но уже в течение месяца прекратились все возгорания. К 11 сентября ликвидировали последний пожар в Бодайбинском районе Иркутской области, к 16 сентября — все возгорания в Красноярском крае, через четыре дня пожары прекратились в Якутии.

## Общественная реакция
Масштаб лесных пожаров в Сибири в 2019 году вызвал широкий общественный резонанс, что нехарактерно из-за сезонного характера возгораний. После задымления крупных городов региона более миллиона местных жителей подписало петицию на онлайн-платформе «Change.org» о введении чрезвычайной ситуации во всех регионах Сибири. В конце июля красноярские активисты провели акцию с целью привлечь внимание региональных властей к проблеме пожаров. За последнюю неделю июля пользователи социальных сетей упоминали сибирские пожары более миллиона раз. О проблеме высказались актёр Леонардо Ди Каприо, рэпер Баста, певцы Сергей Лазарев и Полина Гагарина, шоумены Сергей Зверев и Максим Галкин, актёр и продюсер Семён Слепаков и другие. Пик публикаций в социальных сетях, на форумах и блогах пришёлся на 24—29 июля, когда количество упоминаний выросло с 50,1 до 246,1 тысячи за сутки. По данным исследования «РБК», пользователи социальных сетей нередко публиковали недостоверную информацию и фотографии, не связанные с сибирскими пожарами 2019 года. По данным Института русского языка имени Пушкина, за год в российских СМИ и социальных сетях слово «пожар» встречалось в пять раз
чаще, чем за аналогичный период 2018-го. Это связывали с лесными пожарами в России и пожаром в соборе Парижской Богоматери. Согласно опросам Левада-центра, 38 % респондентов называли лесные пожары в Сибири вторым главным событием года. Ряд экспертов и экологических активистов считал, что общественный резонанс смог привлечь внимание властей к проблеме.
В конце 2019 года губернатор Красноярского края Александр Усс назвал тушение отдалённых лесных пожаров «бессмысленным, а может, даже где-то и вредным», так как оно может повлечь человеческие жертвы и неоправданные экономические затраты. Высказывание усилило общественную критику. По мнению заместителя главы МЧС Александра Чуприяна, экономический фактор не может быть определяющим в этом вопросе. ВРИО главы Рослесхоза Михаил Клинов подтвердил, что удалённость возгораний ограничивает физические возможности пожароохранных служб: пожары, находящиеся вне зоны досягаемости одного рейса вертолёта без дозаправки, не тушили.
По словам экспертов, масштаб возгорания мог быть меньше, если бы в 2006 году по действующему лесному кодексу полномочия по пожаротушению не передали от федерального центра регионам. Красноярский пиролог Пётр Цветков заявил о необходимости уменьшить в два раза зоны контроля, где разрешено не тушить лесные пожары. Также учёные выступали за восстановление разветвлённой сети узкоколейных железных дорог для нужд охраны лесов. В декабре Минприроды предложило закрепить на законодательном уровне необходимость тушить все лесные пожары, независимо от их удалённости от населённых пунктов.

## Расследование
1 августа Следственный комитет России возбудил первое уголовное дело в отношении халатности чиновников министерства лесного хозяйства Красноярского края. Уже к 5 августа было возбуждено 277 дел по 261 статье Уголовного кодекса (Уничтожение или повреждение лесных насаждений). Представители Генеральной прокуратуры заявили об искажении региональными властями сведений о площади пожаров и их удалённости от населённых пунктов. Следователи выявили намеренные поджоги, в том числе с целью сокрытия следов незаконной рубки. К 25 сентября 15 уголовных дел, связанных с лесными пожарами в Сибири, было направлено в суд.

## Последствия
За 2019 год на всей территории России было зафиксировано более 14 тысяч лесных пожаров. Поражённая площадь составила около 15 миллионов гектаров (примерно 1 % площади лесного фонда страны). Площадь погибших лесных насаждений достигла 63,8 тысячи гектаров. На их восстановление, по оценкам учёных, уйдёт от 60 до 100 лет. В декабре 2019-го экономический ущерб от годовых лесных пожаров примерно оценивали в 14—15 миллиардов рублей.
Во время возгораний в атмосферу было выброшено более 200 миллионов тонн углекислого газа и сажи, загрязняющих воздух и потенциально влияющих на изменения климата. Хотя ряд экспертов утверждал, что масштаб выбросов не являлся экстремальным.
Важными последствиями сибирских пожаров 2019 года стали изменения российского законодательства в лесной и противопожарной отраслях. Первые меры приняли ещё в разгар пожаров. 31 июля партия «Справедливая Россия» внесла в Государственную думу законопроект, предполагающий запрет на отказ от тушения лесных пожаров на основании прогноза возможного ущерба. Подобную идею высказывал премьер-министр России Дмитрий Медведев. Позже Минприроды предложило установить федеральный контроль над пожарами и «зонами контроля», где лесные возгорания не тушат ввиду отсутствия угрозы для людей и инфраструктуры. Меры позволят избежать искажения данных региональными властями и пресекать незаконные вырубки лесов. 19 декабря в Госдуму внесли законопроект о возвращении под федеральную ответственность части полномочий по охране лесов, в том числе авиационную лесоохрану. Эту инициативу поддержал Владимир Путин. 28 апреля 2020 года глава Минприроды РФ заявил, что недофинансирование лесных полномочий регионов составляет 60 млрд рублей, что является 2/3 от того, что нужно, то есть регионы не могут осуществлять охрану лесов от пожаров полноценно.